# Gustav Loubal
Gustav Loubal (11. dubna 1905 – 12. května 1970) byl český a československý politik Československé strany národně socialistické (po roce 1948 Československá strana socialistická) a poslanec Prozatímního a Ústavodárného Národního shromáždění a Národního shromáždění ČSR.

## Biografie
Už před válkou byl aktivní v komunální politice. V prosinci 1938 se stal předsedou klubu Strany národní jednoty v zastupitelstvu města Brna. V roce 1939 po okupaci se pak stal okresním vedoucím Národního souručenství v Brně. Za druhé světové války byl jako brněnský mládežnický aktivista vězněn v nacistických koncentračních táborech.
Po roce 1945 se stal prvním předsedou obnovené národně socialistické strany v Brně. V letech 1945-1946 byl poslancem Prozatímního Národního shromáždění za národní socialisty. Po parlamentních volbách v roce 1946 se stal poslancem Ústavodárného Národního shromáždění, opět za národní socialisty. Ve volbách do Národního shromáždění roku 1948 se stal poslancem Národního shromáždění za Československou socialistickou stranu zvoleným ve volebním kraji Olomouc. V Národním shromáždění setrval do voleb v roce 1954.
Během únorového převratu v roce 1948 patřil k frakci národních socialistů loajální vůči KSČ, která v národně socialistické straně převzala moc. Bezprostředně po únoru se ovšem uvádí jako nezvěstný s tím, že bezpečnostní složky pátrají po jeho pobytu a zjišťují důvody nezvěstnosti. Svým prokomunistickým postojem během únorového převratu se ve své domovské brněnské organizaci strany zdiskreditoval, a tak byl v parlamentních volbách roku 1948 takticky nasazen na kandidátní listinu v Olomouci.
V polovině 50. let 20. století zasedal v předsednictvu Československé socialistické strany.